# Franjo Šeper
Franjo Šeper (2. října 1905, Osijek – 30. prosince 1981, Řím) byl chorvatský arcibiskup a kardinál.

## Život
Teologii vystudoval na univerzitách v Záhřebu a na Papežské Gregoriánské univerzitě v Římě, kde získal doktorát teologie.
V letech 1941–1945 byl rektorem teologické fakulty v Záhřebu. V těžké době nuceného pobytu arcibiskupa Alojzije Stepinace v jeho rodné vesnici se jako titulární arcibiskup filippopolský roku 1954 ujal funkce koadjutora. Po Stepinacově smrti ve vyhnanství v roce 1960 se Šeper stal záhřebským arcibiskupem. V této funkci se zúčastnil 2. vatikánského koncilu a v souladu s míněním koncilní většiny se vyslovil pro reformy, včetně zavedení národního jazyka v liturgii a stálého diakonátu.
V roce 1965 ho papež Pavel VI. jmenoval kardinálem.
Roku 1968 vystřídal kardinála Alfreda Ottavianiho v čele Kongregace pro nauku víry, kterou vedl až do své smrti v roce 1981. Jako prefekt zastával i funkci předsedy Mezinárodní teologické komise. Za jeho nástupce pak papež Jan Pavel II. vybral kardinála Josepha Ratzingera, pozdějšího papeže Benedikta XVI.
Franjo Šeper je pochován v záhřebské katedrále.